# Столичні Фудзівара
Столичні Фудзівара або Кйоке (яп. 藤原京家 або яп. 京家) — аристократичний рід середньовічної Японії, одна з гілок клану Фудзівара.

## Історія
Засновником роду став четвертий син Фудзівара но Фухіто — Фудзівара но Маро. У 710-х роках обіймав посаду голови Управління Правої частини столиці, за що його рід став зватися Столичними Фудзівара. Спільно зі своїми 3 братами, що стали засновниками родів Південні Фудзівара, Церемонійні Фудзівара і Північні Фудзівара успішно боровся проти так званної імператорської партії в Дайдзьокані (Вищій державній раді). У 729 році вони досягли перемоги, але смерть братів у 737 році внаслідок масштабної епідемії віспи завдало удару Фудзівара. Після смерті Маро, його нащадки швидко поступилися впливом нащадкам його братів.
Столичні Фудзівара переважно обіймали посади середньої ланки, займалися літературою, музикою, науковими вправами. Остаточно рід Столичних Фудзівара занепав на початку X століття.

## Визначні представники
- Фудзівара но Маро, засновник роду, сейї-сьогун
- Фудзівара но Хаманарі, поет
- Фудзівара но Окікадзе, поет, один з «36 видатних поетів Японії»
- Фудзівара но Тадафуса, поет, музика